# Системная красная волчанка при беременности
Системная красная волчанка может оказать серьёзное воздействие на материнское здоровье и исходы беременности. При этом аутоиммунном заболевании иммунная система нападает на собственные клетки и ткани, вызывая иммунокомплексные воспалительные процессы. Это заболевание может поражать сердце, почки, лёгкие, нервную систему, суставы и кожу. Более 90 % случаев системной красной волчанки диагностируются у женщин, особенно в репродуктивном возрасте.

## Осложнения
Системная красная волчанка может привести к следующим осложнениям:
- Выкидыш: Женщины с системной красной волчанкой подвергаются повышенному риску выкидышей[2][1].
- Множественный тромбоз[1]: У беременных с системной красной волчанкой повышается риск развития тромбозов, в том числе тромбоэмболии лёгочной артерии, что может создать угрозу как для матери, так и для плода.
- Лабильная гипертензия[1]: Увеличение артериального давления, а также риск развития преэклампсии, становятся серьёзными проблемами для женщин с системной красной волчанкой в период беременности.
- Ретикулярная асфиксия[1]: Характерный кожный симптом, который является следствием изменений в сосудах.
- Преждевременные роды: Данный исход может быть связан с волчаночным нефритом[англ.], артериальной гипертензией в I триместре и последующим развитием преэклампсии[2].
- Мертворождаемость: Мертворождения, обычно происходят во II триместре беременности[2].
- Заболевания ЦНС[1].
- Задержка роста плода[2][3].

В соответствии с систематическим обзором и мета-анализом установлено, что при системной красной волчанке наблюдается следующая частота осложнений у новорождённых: неонатальная смертность — 2,5 %, задержка роста плода — 12,7 %, мертворождаемость — 3,6 %, а самопроизвольный выкидыш — 16,0 %. Частота осложнений у матерей: артериальная гипертензия — 16,3 %, нефрит — 16,1 %, обострение волчанки — 25,6 %, преэклампсия — 7,6 % и эклампсия — 0,8 %.

## Лечение
Лечение обострений системной красной волчанки во время беременности включает применение нестероидных противовоспалительных препаратов, глюкокортикостероидов в низких дозах и цитостатиков (в частности, азатиоприна, не увеличивающего риск врождённых аномалий у плода). Безопасность применения и выбор препаратов требуют внимательного мониторинга.